# Фрідеріка Баєр
Фрі́деріка Ба́єр (угор. Bayer Friderika; нар. 4 жовтня 1971, Будапешт, Угорщина) — угорська співачка.
У 1994 році виграла Фестиваль легкої музики, організований Угорським Телебаченням з піснею «Kinek mondjam el vétkeimet?» («Кому розповісти про гріхи мої?»). Потім на конкурсі Євробачення, що відбувся в Дубліні, завоювала з цією піснею четверте місце, найвище для виконавців з Угорщини. 30 квітня 1994 з'явився перший запис пісні на CD і касеті. Цей альбом здобув статус «золотого».
За успіх, досягнутий на Євробаченні, Угорське Радіо присвоїло їй приз Емертон. Також, як найкраща співачка року, вона отримала приз «Золотий Олень», заснований видавництвом «Аксель Шпрінгер». Співачкою року її визнали і читачі журналу «Іфьюшагі Магазин».
25 січня 1995 року вона вдруге отримала приз Емертон як новачок року. У цій же номінації їй був вручений приз «Золотий Жираф», заснований суспільством махас.
На 32-му Сопотському Фестивалі у Польщі в серпні 1995 року вона займає друге місце, а на заключному концерті виступила спільно з Анні Леннокс і Чаком Беррі. В 1998 році композиція з третього альбому співачки Feltárcsáztad a szívemet («Ти набрав номер мого серця») стала найпопулярнішою піснею на угорському радіо. З грудня 2001 в щотижневій передачі Vidám Vasárnap («Весела Неділя») телеканалу Мадяр АТВ вона постійно виступає з музичною групою «Церква Віри».

## Дискографія
- Friderika («Фридерика») (1994)
- Friderika II («Фридерика II») (1996)
- Boldog vagyok («Я щаслива») (1998)
- Kincs, ami van («Скарб, що є») (1999)
- Hazatalálsz («Знайшов свій дім») (2001)
- Gospel («Госпел») (2003)
- Sáron rózsája («Роза Шарона») (2006)

Дитячі альбоми:
- Bölcsődalok («Колискові»)
- Az álmok tengerén (Bölcsődalok 2) («По морю сновидінь (Колискові 2)») (2003)